# アレクサンドル・ゾロタレフ
アレクサンドル・アレクサンドロヴィチ・ゾロタレフ（ロシア語: Александр Александрович Золотарёв, ロシア語ラテン翻字: Aleksandr Aleksandrovich Zolotarev, 1995年1月7日 - ）は、ロシア出身、ジョージア（旧称グルジア）の男性フィギュアスケート(アイスダンス)選手。パートナーはタチアナ・コズマワなど。

## 主な戦績
| 大会/年              | 2014-15 |
| -------------------- | ------- |
| 欧州選手権           | 27      |
| CSオータムクラシック | 14      |
| CS USクラシック      | 6       |
| タリントロフィー     | 2       |

### 詳細
| 2014-2015 シーズン     |                                                                                |          |          |          |
| 開催日                 | 大会名                                                                         | SD       | FD       | 結果     |
| 2015年1月26日 - 2月1日 | 2015年ヨーロッパフィギュアスケート選手権（ストックホルム）                     | 27 40.20 | -        | 27       |
| 2014年12月3日 - 7日    | 2014年タリントロフィー（タリン）                                               | 3 54.68  | 2 85.99  | 2 140.67 |
| 2014年10月14日 - 17日  | ISUチャレンジャーシリーズ スケートカナダオータムクラシック（バリー）           | 14 34.16 | 14 57.04 | 14 91.20 |
| 2014年9月10日 - 14日   | ISUチャレンジャーシリーズ USインターナショナルクラシック（ソルトレイクシティ） | 6 29.74  | 6 49.44  | 6 79.18  |